# David Hansen (Handballspieler)
David Hansen (* 8. Januar 1991 in Düsseldorf) ist ein deutscher Handballspieler.

## Karriere
David Hansen begann seine Handball-Karriere beim Mettmanner TV. Später wechselte er zur HSG Düsseldorf, mit der er in der Saison 2009/10 die deutsche A-Jugend-Meisterschaft gewann und in der gleichen Spielzeit die ersten Einsätze in der Handball-Bundesliga absolvierte. 2011 ging der 1,93 Meter große Rückraumspieler zur zweiten Mannschaft des SC Magdeburg, für die er in der 3. Liga auflief. Ein Jahr später schloss er sich dem Zweitligisten EHV Aue an, von dem er zur Saison 2014/15 zum TUSEM Essen wechselte, den er auf Grund fehlender Spielanteile auf seiner Position zur Saison 2015/16 verließ. Anschließend unterschrieb er einen Vertrag beim Leichlinger TV. Zur Saison 2018/19 wechselte er zur HSG Krefeld. Im November 2019 wurde sein Vertrag in beiderseitigem Einvernehmen aufgelöst. 2022 wechselte er vom Verbandsligisten HCRW Oberhausen zum Drittligisten TV Aldekerk.
Hansen gehörte zum Kader der deutschen Junioren- und Jugendnationalmannschaft.